# Андрєєв Борис Костянтинович
Борис Костянтинович Андрєєв (рос. Борис Константинович Андреев; нар. 6 серпня 1918, Харків — 14 серпня 1997, там же) — радянський та український боксер і тренер. У довоєнні роки на змаганнях представляв Харків та двічі вигравав чемпіонат Української РСР з боксу, став майстром спорту СРСР. З 1939 року служив у ВМФ СРСР, став чемпіоном Чорноморського флоту з боксу. Після початку Німецько-радянської війни брав участь в обороні Миколаєва та Херсона. Потім був переведений служити на Північний флот, в 1942 отримав контузію. Продовжуючи службу на Північному флоті, виграв чемпіонат із гірськолижного спорту. У післявоєнний період став чемпіоном з боксу ВМФ СРСР. У 1959 році пішов у запас у званні капітана III рангу. Тоді ж повернувся до рідного міста, де почав тренувати боксерів на стадіоні ХТЗ. У 1967 році йому було присвоєно почесне звання "Заслужений тренер Української РСР". За період своєї тренерської діяльності Андрєєв підготував понад тридцять майстрів спорту, серед них Анатолій Климанов та Леонід Задорожний . У Харкові після його смерті відбувається щорічний боксерський турнір, присвячений його пам'яті.

## Біографія
Борис Андрєєв народився 6 серпня 1918 року у Харкові. Тренувався на харківському стадіоні «Металіст». Закінчивши середню школу, вступив до училища. Працював електриком на Харківському паровозобудівному заводі імені Комінтерну. Там Андрєєв познайомився з В'ячеславом Зібаровським та привів його до секції боксу Артамонова. Пізніше Зібаровський двічі, у 1941 та 1945 роках, ставав чемпіоном Української РСР з боксу. У 1937 році закінчив училище та вступив до Вищої школи тренерів Харківського державного інституту фізичної культури. На рингу виступав за спортивне товариство "Будівельник" у напівсередній ваговій категорії. Захоплювався гірськолижним спортом.
У 1938 році на чемпіонаті серед представників спорттовариства «Будівельник» у Баку представники харківської команди Борис Андрєєв, Лев Сегалович та Анатолій Грейнер, здобувши перемоги у своїх вагових категоріях, принесли перше місце своїй команді. Майстерність цих харківських спортсменів наголошувалося в тодішній пресі. У 1938 та 1939 роках Б. К. Андрєєв ставав переможцем чемпіонату Української РСР з боксу. Майстер спорту СРСР. У 1939 році закінчив Вищу школу тренерів, здобувши спеціальність тренера з боксу вищої кваліфікації. До призову до армії Андрєєв певний час жив у Миколаєві.
З 1939 Андрєєв проходив службу в рядах Військово-морського флоту СРСР, служив у 7-й морській стрілецькій бригаді. Під час служби брав участь у боксерських змаганнях, ставав чемпіоном Чорноморського флоту у напівсередній вазі. З липня 1941 року бився на фронтах Радянсько-німецької війни. Брав участь в обороні Миколаєва та Херсона. У липні 1942 року Андрєєв отримав тяжку контузію, внаслідок цього він був направлений на лікування до Архангельська . Після одужання продовжив службу на півострові Рибальський. Навесні 1944 був відряджений на вищі курси командирів торпедних катерів Каспійського вищого військово-морського училища СРСР, які закінчив в 1945.
На останньому етапі Німецько-радянської війни (за іншими даними, через місяць після її закінчення) у званні лейтенанта Борис Андрєєв прибув до Кронштадта, де став командиром катера. Також він був заступником командира бригади торпедних катерів. Наприкінці 1940-х років Андрєєв був переведений служити до Балтійська. Восени 1959 Борис Андрєєв пішов у запас, маючи звання капітана 3-го рангу.
Після закінчення служби Андрєєв почав працювати тренером з боксу на харківському стадіоні ХТЗ. Крім тренерської роботи на стадіоні ХТЗ, якийсь час був тренером-консультантом у збірній Радянського Союзу з боксу і разом із нею виїжджав за кордон.
Борис Констянтинович Андрєєв помер 14 серпня 1997 року в Харкові у віці 79-ти років.

## Сім'я
Борис Констянтинович був одружений на Євгенії Георгієвній, котра працювала лікарем. Мав сина Віктора.

## Пам'ять
Починаючи з 1997 року за ініціативою Дмитра Шенцева и Леоніда Задорожного в Харкові на стадіоні ХТЗ проводиться щорічний турнір по боксу серед юніорів і молоді пам'яті Бориса Андрєєва.
Побажання Бориса Андрєєва, сказане під час одного з виступів про те, що незважаючи на те, що спортивні результати безумовно важливі, важливіше завдання це виховання гідних людей, послужило керівництвом для Леоніда Вострокнутова під час написання монографії «Нариси з історії боксу Харкова».

## Нагороди і звання
Бориса Констянтиновича удостоїли наступних нагород та звань: орден Вітчизняної війни II ступеня (6 листопада 1985), два ордена Червоної Зірки (4 січня 1946 й 21 серпня 1953), медаль «За бойові заслуги», медаль «За оборону Радянського Заполяр'я», медаль «За перемогу над Німеччиною у Великій Вітчизняній війні 1941—1945 рр.», почесне звання «Заслужений тренер УРСР» (1967).